# Джуліус Єго
Джуліус Єго (англ. Julius Yego; нар. 4 січня 1989) — кенійський легкоатлет, який спеціалізується в метанні списа.

## Спортивні досягнення
Срібний олімпійський призер (2016). На Іграх-2012 був 11-м, а на Олімпіаді-2021 не зміг подолати кваліфікаційного раунду.
Чемпіон світу (2015). Фіналіст (4-е місце) чемпіонату світу (2013).
Чемпіон (2014) та бронзовий призер (2022) Ігор Співдружності.
Дворазовий чемпіон Африканських ігор (2011, 2019).
Чотириразовий чемпіон Африки (2012, 2014, 2018, 2022). Бронзовий призер чемпіонату Африки (2010).
Багаторазовий чемпіон Кенії.
Рекордсмен Африки з метання списа (92,72; 2015).

## Найкращі особисті результати за роками
- 2009 — 74,00 м
- 2010 — 75,44
- 2011 — 78,34
- 2012 — 81,81
- 2013 — 85,40
- 2014 — 84,72
- 2015 — 92,72
- 2016 — 88,24
- 2017 — 87,97
- 2018 — 80,91
- 2019 — 87,73
- 2020 — не виступав
- 2021 — 77,34